# ماري كورتيس ريتشاردسون
ماري كورتيس ريتشاردسون (بالإنجليزية: Mary Curtis Richardson)‏ هي رسامة أمريكية، ولدت في 9 أبريل 1848 في نيويورك في الولايات المتحدة، وتوفيت في 1 نوفمبر 1931 في سان فرانسيسكو في الولايات المتحدة.